# Holbæk (općina)
Holbæk je općina u danskoj regiji Zeland.

## Zemljopis
Općina se nalazi u središnjem dijelu otoka Zelanda, prositire se na 578,7 km2.

## Stanovništvo
Prema podacima o broju stanovnika iz 2010. godine općina je imala 69.550 stanovnika, dok je prosječna gustoća naseljenosti 	120,18 stan/km2. Središte općine je grad Holbæk.

### Veća naselja
| Veća naselja u općini |               |                    |
| Br.                   | Naselje       | Stanovnika (2010.) |
| 1                     | Holbæk        | 27.157             |
| 2                     | Jyderup       | 3.951              |
| 3                     | Tølløse       | 3.767              |
| 4                     | Svinninge     | 2.721              |
| 5                     | Vipperød      | 2.278              |
| 6                     | Regstrup      | 2.042              |
| 7                     | Mørkøv        | 1.821              |
| 8                     | Gislinge      | 1.405              |
| 9                     | Store Merløse | 1.190              |
| 10                    | Undløse       | 1.137              |

## Vanjske poveznice
- Službena stranica općine